# Triticites
Triticites es un género de foraminífero bentónico de la subfamilia Schwagerininae, de la familia Schwagerinidae, de la superfamilia Fusulinoidea, del suborden Fusulinina y del orden Fusulinida. Su especie tipo es Miliolites secalicus. Su rango cronoestratigráfico abarca desde el Stephaniense (Carbonífero superior) hasta el Sakmariense (Pérmico inferior).

## Discusión
Clasificaciones más recientes incluyen Triticites en la superfamilia Schwagerinoidea, y en la subclase Fusulinana de la clase Fusulinata. Otras clasificaciones lo han incluido en la subfamilia Triticitinae de la familia Triticitidae.

## Clasificación
Se han descrito numerosas especies de Triticites. Entre las especies más interesantes o más conocidas destacan:
- Triticites secalicus †
- Triticites schwageriniformis †

Un listado completo de las especies descritas en el género Triticites puede verse en el siguiente anexo.
En Pseudofusulina se han considerado los siguientes subgéneros:
- Triticites (Darvasites), aceptado como género Darvasites
- Triticites (Jigulites), también considerado como género Jigulites
- Triticites (Leptotriticites), aceptado como género Leptotriticites
- Triticites (Miliolites), también considerado como género Miliolites y aceptado como Miliola
- Triticites (Montiparus), aceptado como género Montiparus
- Triticites (Rauserites), también considerado como género Rauserites, pero considerado nomen nudum
- Triticites (Tianshanella), también considerado como género Tianshanella